# قتلة مورس
قتلة مورس، تم تنفيذ عمليات القتل التي قام بها مورس من قبل إيان برادي ومايرا هيندلي بين يوليو 1963 وأكتوبر 1965، في مانشستر وما حولها. كان الضحايا خمسة أطفال وهم بولين ريدي، جون كيلبرايد، كيث بينيت، ليزلي آن داوني وإدوارد إيفانز تتراوح أعمارهم بين 10 و 17 عامًا، وأربعة منهم على الأقل تعرضوا للاعتداء الجنسي. اُكتشف اثنان من الضحايا في مقابر حفرت في سادلورث مور وفي عام 1987 تم اكتشاف مقبرة ثالثة هناك، أي بعد أكثر من عشرين عامًا من محاكمة برادي وهيندلي. يُعتقد أيضًا أن جثة بينيت دُفنت هناك، لكن على الرغم من عمليات البحث المتكررة لم يعثروا علي جثته.